# ماهابوبوکا
ماهابوبوکا (به لاتین: Mahaboboka) یک منطقهٔ مسکونی در ماداگاسکار است که در ساکارا واقع شده‌است. ماهابوبوکا ۱۳٬۱۱۵ نفر جمعیت دارد و ۳۱۳ متر بالاتر از سطح دریا واقع شده‌است.